# Alteckendorf
Alteckendorf (sometimes spelled Alt Eckendorf) là một xã thuộc tỉnh Bas-Rhin trong vùng Grand Est đông bắc Pháp.